# AspectJ

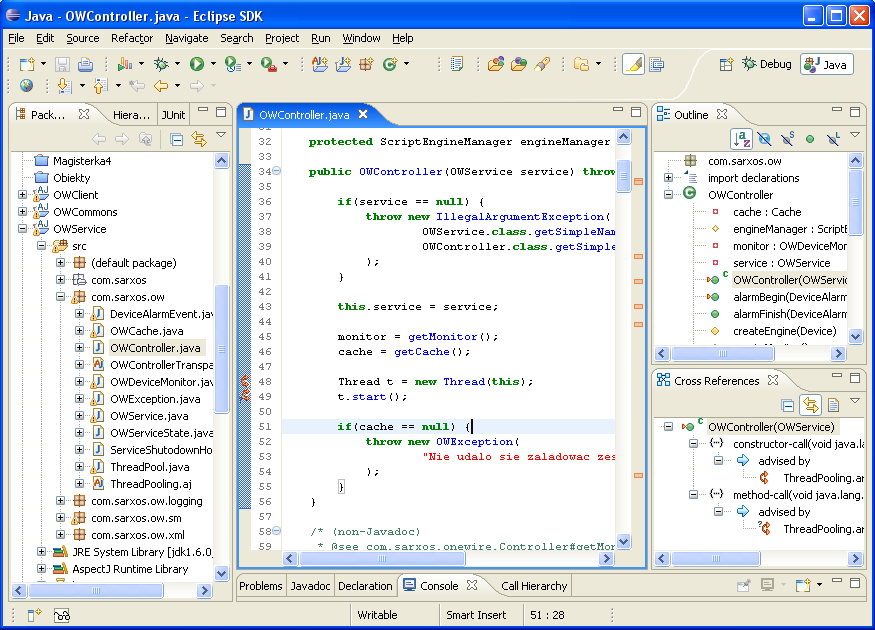
AspectJ, Eclipse capturas de pantalla

AspectJ es un lenguaje de programación orientado por aspectos construido como una extensión del lenguaje Java creado en Xerox PARC. Un compilador de AspectJ hace llegar la noción de aspecto hacia el código de máquina virtual implementando así una noción de relación. Los aspectos en sí se escriben en Java extendido generándose un archivo java o compilado con código de máquina compatible con el generado por los compiladores de Java. 

## Características del AspectJ
- Aspects: se definen como "envoltorios" de código. Se parecen a las clases de Java.
- Joinpoint: puntos en  el código Java dónde un aspecto puede interceptar a las clases.
- Pointcuts: grupos de joinpoints concatenados lógicamente.
- Advices: se trata de trozos de código asociados a pointcuts, que injertan un nuevo comportamiento en todos los joinpoints representados por el pointcut.
- Declaraciones del Intertype-member: permiten a un aspect definir completamente los campos y los métodos implementados para múltiples clases.

## Ventajas e inconvenientes
Entre las ventajas del lenguaje AspectJ se pueden citar:
- AspectJ permite modelar referencias transversales, extendiendo así las posibilidades de POO.
- Es un lenguaje conciso y explícito diseñado con el fin de ofrecer las ventajas de la modularidad.

Por otro lado, el lenguaje AspectJ ofrece los siguientes inconvenientes:
- Sin una herramienta apropiada, el programador no comprenderá la funcionalidad del sistema completo. Por ejemplo, los miembros inter-type members pueden no verse y no utilizarse jamás.
- El modelado, la planificación y el control son mucho más importantes en la fase de desarrollo. Los Aspectos tienen que ser reconocidos por los diseñadores, lo que aligera la tarea de los programadores.
- Los Aspectos pueden ser mal utilizados. Un programador puede implementar una falsa funcionalidad en cualquier estado del desarrollo y afectar a un amplio rango del sistema. El poder de la POA puede ser difícil de comprender.

## Compiladores diseñados para AspectJ
Existen al menos dos compiladores de AspectJ:
- ajc parte de las herramientas soportadas por el proyecto Eclipse, y
- abc que es un compilador, que optimiza y es extensible, producido en aspectbench.org.